# Кастелботачо
Кастелботачо (итал. Castelbottaccio) је насеље у Италији у округу Кампобасо, региону Молизе.
Према процени из 2011. у насељу је живело 349 становника. Насеље се налази на надморској висини од 622 м.

## Становништво
| 1936. | 1951. | 1961. | 1971. | 1981. | 1991. | 2001. | 2011. |
| ----- | ----- | ----- | ----- | ----- | ----- | ----- | ----- |
| 1.711 | 1.467 | 1.257 | 774   | 897   | 624   | 422   | 349   |